# Milivoje Novakovič
Milivoje Novakovič (Ljubljana, 1979. május 18. –) szlovén labdarúgó.
2008-ban a Bundesliga 2 gólkirálya lett. A szlovén válogatott tagjaként részt vett a 2010-es labdarúgó-világbajnokságon.